# ليونيداس باراسكيفوبولوس
 ليونيداس باراسكيفوبولوس  (باليونانية : Λεωνίδας Παρασκευόπουλος) ضابط وسياسي يوناني.
ولدت في عام 1860 في جزيرة كيثنوس لأسرة ترجع أصولها إلى مدينة أزمير في آسيا الصغرى. انضم إلى الجيش اليوناني، وشارك في الحرب العثمانية اليونانية (1897) وفي حروب البلقان والحرب العالمية الأولى.
بعد الحرب العالمية الأولى، عين باراسكيفوبولوس قائداً عاماً للقوات اليونانية التي احتلت أزمير عام 1919وفقاً لمعاهدة سيفر. تحت قيادته، استطاع الجيش اليوناني التوسع بنجاح حيث احتل منطقة «أيدين» جنوباً وحتى بورصة غرباً، لكنه استبدل بعد الانتخابات التشريعية اليونانية عام 1920 بالقائد أناستاسيوس بابولاس.
بعد نهاية الحرب التركية اليونانية (1919-1922)، اتجه باراسكيفوبولوس للسياسة. انتخب في انتخابات مجلس الشيوخ اليوناني عام 1929 عن الحزب الليبرالي اليوناني، وشغل منصب رئيس مجلس الشيوخ.
وتوفي ليونيداس باراسكيفوبولوس في عام 1936 في أثينا.